# 圣玛尔塔 (巴拿马)
圣玛尔塔是巴拿马奇里基省布加瓦区的一个城市。 该市面积为30.4平方（11.7平方英里），2010年时人口为3,679，故其人口密度为120.9名居民每平方（313名居民每平方英里）。 1990年时人口为2,940，2000年时人口为3,396。

## 知名人物
里卡多·科尔多瓦，前世界拳击冠军